# Kivesjärvi
Kivesjärvi je jezero srednje veličine u Paltamu, Finska. Zanimljivo, ime Kivesjärvi doslovno znači "jezero testisa". Neki kažu da ime potječe iz starog folklora vezanog uz divove u regiji, neki kažu da se ime izvorno odnosilo na drevnu riječ za težinu mreže stajačica, "kives", a tek se kasnije povezalo s modernim značenjem riječi. Prosječna dubina mu je četiri metra, a najdublja točka šesnaest metara. Na obali jezera nalazi se istoimeno selo. Površina jezera je 25.743 km2. To je 136. najveće jezero u Finskoj. Jezero ima mnogo otoka i hridi.
Kivesjärvi je bifurkacijsko jezero, jer postoje dva izljeva: izvorna ruta je rijeka Alanteenjoki do jezera Alanteenjärvi. U 19. stoljeću splavari su trebali kraći put do Oulujärvija. Napravili su novu rijeku nazvanu Varisjoki, a većina toka je počela teći preko nje,  iako je Kivesjärvi još uvijek bifurkacijsko jezero.